# Bajka
Bajka es un municipio del distrito de Levice en la región de Nitra, Eslovaquia, con una población estimada a final del año 2024 de 332 habitantes.
Se encuentra ubicado al este de la región, cerca de los ríos Ipoly y Hron (ambos, afluentes izquierdos del Danubio) y de la frontera con la región de Banská Bystrica.

## Demografía
| Año        | 1994 | 2004    | 2014    | 2024    |
| ---------- | ---- | ------- | ------- | ------- |
| Población  | 323  | 335     | 321     | 332     |
| Diferencia |      | +3,71 % | −4,17 % | +3,42 % |

| Año        | 2023 | 2024    |
| ---------- | ---- | ------- |
| Población  | 336  | 332     |
| Diferencia |      | −1,19 % |